# На’ви (язык)
На’ви — вымышленный язык, разработанный профессиональным лингвистом Полом Фроммером по заказу James Cameron’s production, подразделения Lightstorm Entertainment, для фильма Джеймса Кэмерона «Аватар». По сценарию, носителями языка на’ви являются синекожие трёхметровые гуманоиды планеты Пандора, атмосфера которой ядовита для людей. Язык начал разрабатываться П. Фроммером с 2005 года. По состоянию на конец 2009 года язык насчитывал около 1000 слов.
На языке обитателей планеты Пандора na’vi буквально означает «народ».
На’ви — агглютинативный язык эргативно-аккузативного строя. Широко применяется инфиксация глагольных форм по филиппинскому образцу. Порядок слов свободный, глагол тяготеет к концу предложения.

## Создание языка
Язык на’ви имеет свои истоки в начальной работе Джеймса Кэмерона над Аватаром. В 2005 году, в то время как фильм был ещё в форме рукописи, Кэмерон чувствовал, что он нуждается в полном, едином языке, на котором и будут говорить инопланетяне. Он написал около тридцати слов для этого инопланетного языка, но хотел найти лингвиста, чтобы создать язык в полном объёме. Его производственная компания, Lightstorm Entertainment, связалась с отделом лингвистики в Университете Южной Калифорнии в поисках кого-нибудь, кто был бы заинтересован в создании такого языка. Эдвард Финеган, профессор лингвистики в Университете Южной Калифорнии, посчитал, что проекту лучше будет обратиться к Полу Фроммеру, с которым он был соавтором учебника по лингвистике, и таким образом направил запрос Lightstorm на него. Фроммер и Кэмерон встретились, чтобы обсудить видение языка режиссёром и его использование в фильме; в конце встречи Кэмерон пожал руку Фроммера и сказал: «Добро пожаловать на борт».
На основании первоначального списка слов Кэмерона, который, в соответствии с Фроммером, имел «полинезийский аромат», лингвист разработал три различных набора ничего не значащих слов и фраз, которые передавали смысл того, как может звучать этот инопланетный язык: один, использующий контрастные тона; другой, использующий различные длины гласных; и третий, использующий взрывные согласные. Из этих трёх Кэмерону больше всего понравился третий. Его выбор установил фонологию, которую Фроммер позднее использовал при разработке остальной части языка на’ви — морфологии, синтаксиса и начального словарного запаса — задача, которая заняла шесть месяцев.
Словарный запас языка на’ви создавался Фроммером по мере необходимости для сценария. К тому времени, как начался подбор актёров к «Аватару», язык был достаточно разработан, так что актёров просили читать и произносить диалоги на на’ви во время проб. Во время съёмки Фроммер работал с актёрами, помогая им понять диалоги на на’ви и консультируя их по вопросам произношения, ударений и интонации. Говоря на на’ви, актёры часто делали ошибки. В некоторых случаях эти ошибки можно было правдоподобно объяснить тем, что они были сделаны их персонажами-людьми; в других случаях ошибки были введены в язык.
Фроммер расширил словарь позже, в мае 2009 года, когда он работал над видеоигрой «Аватар», для которой нужны были слова на’ви, не потребовавшиеся в сценах фильма и потому не изобретённые. Фроммер также перевёл на на’ви четыре набора текстов песен, написанных Кэмероном на английском и помог вокалистам с их произношением во время записи Avatar score Джеймса Хорнера. К моменту выхода фильма, 18 декабря 2009 года, словарь на’ви содержал примерно одну тысячу слов.
Работа над языком на’ви продолжалась даже после выхода фильма. Фроммер работает над кратким руководством, которое он планирует доставить в Fox в ближайшее время. Он надеется, что язык будет «жить собственной жизнью», и думает, что будет чудесно, если язык будет разрабатываться дальше.
Фроммер также ведёт блог, На’витери, в котором регулярно выкладывает новые слова и пояснения к грамматике языка.

## Фонология и орфография

### Гласные
Кроме простых гласных, в На’ви есть 4 дифтонга aw [aw], ew [ɛw], ay [aj], ey [ɛj]
|                | передний ряд | задний ряд |
| -------------- | ------------ | ---------- |
| высокий подъём | i [i]        | u [u]      |
| высокий подъём | ì [ɪ]        | u [u]      |
| средний подъём | e [ɛ]        | o [o]      |
| низкий подъём  | ä [æ]        | a [a]      |

### Согласные
В на’ви отсутствуют звуки [b], [d], [ɡ], зато в нём, как в кавказских языках, есть абруптивные [pʼ], [tʼ], [kʼ] (гласные после них произносятся с гортанной смычкой), которые обозначаются на письме px, tx, kx. Есть также слоговые согласные ll и rr (приближающиеся к гласным, как в санскрите и словацком языке): hrrap [hr.ap] «опасность».
|             | Лабиальные  | Альвеолярные | Палатальные | Велярные | Глоттализованные |
| ----------- | ----------- | ------------ | ----------- | -------- | ---------------- |
| Абруптивные | px [pʼ]     | tx [tʼ]      |             | kx [kʼ]  |                  |
| Смычные     | p [p]       | t [t]        |             | k [k]    | ’ [ʔ]            |
| Аффрикаты   |             | ts [ts]      |             |          |                  |
| Фрикативные | f [f] v [v] | s [s] z [z]  |             |          | h [h]            |
| Носовые     | m [m]       | n [n]        |             | ng [ŋ]   |                  |
| Полугласные | w [w]       | r [ɾ] l [l]  | y [j]       |          |                  |

## Лениция (изменения звуков)
Звук ng при произношении уподобляется следующему за ним m или n. Таким образом, tìng mikyun «слушать» (букв. «дать ухо») обычно произносится так, как если бы это было tìm mikyun, и tìng nari «смотреть» (букв. «дать глаз») обычно произносится tìn nari.
Гласные коротких вспомогательных слов иногда не ставятся перед полнозначным словом или словосочетанием, которое начинается с гласной: sì «и» в s-ayzìsìtä kato «и ритм лет», или lu «быть» в l-ayngakip «кто из вас»; также nì’aw «только» в han’aw txo «так что (ha) только (nì’aw) если (txo)».
Взрывные согласные ослабляются после определённых префиксов и предлогов. Абруптивные согласные px tx kx преобразуются в соответствующие p t k; взрывные и аффрикаты p t ts k преобразуются в соответствующие фрикативные (щелевые) согласные f s h; а гортанная смычка полностью исчезает. Из-за этого формы единственного и множественного числа существительных могут несколько различаться.
Лениция согласных
| Основной | Ослабленный |
| px       | p           |
| tx       | t           |
| kx       | k           |
| p        | f           |
| ts       | s           |
| t        | s           |
| k        | h           |
| ’        | пропадает   |

Например, формой множественного числа для po «он/она» будет ayfo «они» с p, ослабленным в f после префикса множественного числа ay- и после предлога fpi «ради», местоимение tsa «тот» принимает форму винительного падежа sat. Другие примеры ослабления представлены в вопросительных местоимениях и частицах (см. таблицу ниже).

## Грамматика

### Род
В на’ви нет понятия рода. Индивидуумов мужского пола можно выделить, используя суффикс -an,; женского — -é, (всегда ударный):
| Мужской | -an          |
| Женский | -é (ударный) |

Пример: tsmuk или tsmúktu — «брат/сестра»; tsmúkan — «брат»; tsmuké — «сестра».

### Местоимения
Местоимения в на’ви имеют формы инклюзива и эксклюзива. То есть, для «мы» используются разные слова в зависимости от того, включает ли говорящий того, к кому обращается, или нет. Язык содержит разные формы для «мы двое» (с или без тебя), «мы втроем», и.т.д. Разделение на он/она возможно, но не обязательно.
| Местоимения | ед. | двойст. | тройств. | множ.         |
| ----------- | --- | ------- | -------- | ------------- |
| Эксклюзив   | oe  | moe     | pxoe     | ayoe          |
| Инклюзив    | —   | oeng    | pxoeng   | awnga, ayoeng |
| 2-е лицо    | nga | menga   | pxenga   | aynga         |
| 3е лицо     | po  | mefo    | pxefo    | ayfo, fo      |

Существуют специальные формы для высказывания уважения: «Я» — ohe; «вы» — ngenga. Притяжательные местоимения: oeyä — «мой»; ngeyä «твой»; peyä «его/её». «Он», «она» можно разделять как poan, poé. ayfo — полная множественная форма po. Fo — укороченная (см. [Sound change]). Местоимения склоняются по падежам так же, как и существительные.
Oel ngati kameie
| Oe-l  | nga-ti | kam‹ei›e   |
| Я-ERG | ты-ACC | Вижу‹LAUD› |

«Я тебя Вижу» (приветствие)

### Существительные
Фразы-существительные в на’ви склоняются по следующему шаблону, не включая существительных в роли определений:
(Предлог) число+корень слова-(род)-(Падеж)
Фраза-существительное содержит или предлог или падеж, но не оба одновременно.

#### Число
Число обозначается с помощью префиксов me+, pxe+, ay+. Префиксы числа вызывают смягчение, что отмечается знаком + (не вызывающие смягчение префиксы отмечаются знаком -).
| Единственное  | (без префикса)                                                 |
| Двойственное  | me+                                                            |
| Тройственное  | pxe+                                                           |
| Множественное | ay+ или + (префикс ay- и смягчение, или только смягчение) (PL) |

Язык на’ви различает не только единственное и множественное число, но также содержит формы для двойственного числа (два глаза, две руки, влюблённые (двое), и т. д. — эти формы встречаются в других языках («оба»)), и для тройственного числа, что в земных языках встречается только среди местоимений.
Префикс множественного числа — ay+, двойственного — me+ (nari «глаз», menari «два глаза»), тройственного — pxe+. Все три префикса вызывают смягчение (знак «+» показывает смягчение, вместо дефиса, который обычно определяет конец префикса). В существительных после смягчения префикс множественного числа может быть опущен: tokx «тело» — это или aysokx или sokx.

#### Падеж
В отличие от большинства естественных языков, в на’ви не номинативный, а эргативный строй предложения. По этой классификации язык на’ви является единственным среди других конлангов.
Многие из падежных суффиксов имеют несколько вариантов произношения.
| Падеж           | V             | C       | D        |
| --------------- | ------------- | ------- | -------- |
| Номинатив (NTR) | не помечается |         |          |
| Эргатив (ERG)   | -l            | -ìl     | -ìl      |
| Аккузатив (ACC) | -t, -ti       | -it,-ti | -it,-ti  |
| Датив (DAT)     | -r, -ru       | -ur     | -ru, -ur |
| Генитив (GEN)   | -yä, -ä       | -ä      | -ä       |
| Тематив (TOP)   | -ri           | -ìri    | -ri      |

Существительные склоняются по падежам, но согласование здесь трёхчастное: различают агент и объект переходного глагола, а также субъект непереходного глагола. Это редко встречается в естественных языках. В отличие, например, от русского, в этом языке есть эргативный падеж. В нём присутствуют отдельные формы для субъекта переходного глагола («он пнул по мячу» — помечается эргативным суффиксом -ìl,-l) и субъекта непереходного глагола (которое не содержит объекта: «он бежит» — не помечается). Объект («он пнул мяч») помечается суффиксом аккузатива -it/-ti.
Пример:
Oeyä tukrul txe’lanit tivakuk
| Oeyä | tukru-l   | txe’lan-it | t‹iv›akuk  |
| мой  | копьё-ERG | сердце-ACC | ударитьSJV |

«Пусть моё копьё поразит сердце».
Использование таких форм позволяет расставлять слова в свободном порядке в предложении.
Katot täftxu oel
| kato-t   | täftxu | oe-l  |
| ритм-ACC | плести | Я-ERG |

«Я плету ритм»
В языке присутствуют родительный (-ä, -yä) и дательный (-ru,-r, -ur) падежи, а также звательная частица ma и предметный суффикс (-ìri, -ri), который используется, чтобы определить предмет высказывания, и может быть переведен как «что касается этого». Когда существительное определяет предмет высказывания (обычно в начале высказывания), ему приписывается суффикс -ìri вместо суффикса, определённого его грамматической ролью. Например:
Oeri ontu teya längu
| Oe-ri | ontu | teya  | l‹äng›u   |
| Я-TOP | нос  | полон | есть‹PEJ› |

«Мой нос (есть) полон (его противного запаха)», «у меня нос полон…»
Предмет «Я», субъект «нос» ассоциируется с «я»: «мой нос». «Нос» не содержит суффикса, поскольку является субъектом нетранзитивного глагола «есть».
Предмет не обязан стоять в начале высказывания (хотя начальная позиция в высказывании предпочтительна для слова в тематическом падеже):
Pxan livu txo nì’aw oe ngari
| pxan    | l‹iv›u    | txo  | nì-’aw     | oe | nga-ri |
| достоин | быть‹SJV› | если | ADV-только | я  | ты-TOP |

«Только если я тебя достоин»
Склонение существительных зависит от того, заканчивается ли корень на гласную или согласную. Согласные-слоги (ll rr) и дифтонги, вероятно, считаются как согласные.
|                                                                         | NTR      | ERG       | ACC             | GEN                       | DAT                | TOP         |
| ----------------------------------------------------------------------- | -------- | --------- | --------------- | ------------------------- | ------------------ | ----------- |
| эксклюзивное EXCL                                                       | oe       | oel       | oet(i)          | oeyä                      | oer(u)             | oeri        |
| включающее INCL                                                         | oeng     | oengal    | oengat(i)       | oengeyä                   | oengar(u)          | oengari     |
| 2-е лицо                                                                | nga      | ngal      | ngat(i)         | ngeyä                     | ngar(u)            | ngari       |
| 3-е лицо                                                                | po, tsaw | pol, tsal | pot(i), tsat(i) | peyä, tseyä               | por(u), tsar(u)    | pori, tsari |
| С. заканчивается на V (гласную) (в родительном падеже — ещё на -u и -o) | tsawke   | tukrul    | katot(i)        | tompayä, mokriyä          | Na’vir(u)          | tompari     |
| С. заканчивается на C (согласную)                                       |          | tìngayìl  | txe’lanit (-ti) | txonä, paʹoä, trrä, eltuä | kifkeyur, ’eylanur | skxawngìri  |

Существительные содержат не более одного падежного суффикса. Существительные в роли прилагательных и притяжательные местоимения не согласуются с существительными, которые они модифицируют. «Моё копьё» — oeyä tukru, в эргативном падеже — oeyä tukrul. Только tukrul «копьё» помечается суффиксом.
Примечание: если существительное кончается на -ia, то в родительном падеже это окончание превращается в -iä. Например, soaia семья →
soaiä семейное, семьи.

#### Предлоги и послелоги
В отличие от русского, прилоги могут находиться перед (предлоги) или после (послелоги) существительного, которым они управляют. Словосочетание «с тобой» может выглядеть как hu nga или ngahu. Некоторые предлоги могут вызывать леницию, когда они употребляются перед существительным. К примеру, при использовании смягчающего предлога mì «в» со словом tokx «тело» происходит лениция первой согласной: mì sokx «в теле». Чтобы избежать неоднозначности в понимании словосочетания (к примеру, mì sokx может иметь смысл как «в теле», так и «в телах»), существует правило, по которому для словосочетания с множественным числом должен использоваться префикс множественного числа ay+ (mì sokx — «в теле», mì aysokx — «в телах»), причём последняя гласная предлога, если она стоит непосредственно перед ay+, не читается (mì aysokx читается как maysokx).
Употребление этих же прилогов после существительного не вызывает мутации: tokxmì «в теле», sokxmì или aysokxmì «в телах».
| äo    | «под»                                |                                                    |
| uo    | «за, позади»                         |                                                    |
| eo    | «перед»                              |                                                    |
| io    | «над»                                |                                                    |
| sre   | «перед» (о времени) вызывает леницию |                                                    |
| maw   | «после» (о времени)                  |                                                    |
| fa    | «посредством, с помощью»             |                                                    |
| fpi   | «ради» смягчающий                    |                                                    |
| ftu   | «от, из» (о направлении)             |                                                    |
| ta    | «от, из» (общее значение)            | Oe tute ta Omatikaya lu «я — человек из Оматикайа» |
| hu    | «с, вместе с»                        | Eywa ngahu «Эйва с тобой»                          |
| luke  | «без»                                | luke srung «без помощи»                            |
| ìlä   | «около» вызывает леницию             |                                                    |
| ro    | «у, рядом с» вызывает леницию        |                                                    |
| ka    | «через» о направлении)               |                                                    |
| kip   | «среди»                              | ayngakip «среди вас»                               |
| takip | «из среди»                           |                                                    |
| mì    | «в» вызывает леницию                 | Kä mì na’ring «идти в лес»                         |
| mìkam | «между»                              |                                                    |
| ne    | «к»                                  | Terìran ayoe ayngane «мы идём к вам»               |
| teri  | «про, о»                             | Oe perlltxe teri na’rìng «я говорю про лес»        |
| wä    | «против» вызывает леницию            |                                                    |

Предлоги могут использоваться как части других слов: neto «вдаль», mìso «вдали». Эти слова получены слиянием предлогов ne и mì с корневой основой to, которая не имеет значения как отдельное слово, но в таких слияниях обозначает действие на расстоянии. Обратите внимание, что после предлога mì произошла лениция согласной t в s.

### Прилагательные и прочие определители
В на’ви прилагательные ставятся перед или после существительного и помечаются частицей a, которая приписывается со стороны, ближайшей к существительному.
| ngim-a       | kilvan |
| длинная-ATTR | река   |

| kilvan | a-ngim       |
| река   | ATTR-длинная |

Частица a не обязательна для прилагательных, образованных с помощью le-, которые стоят после существительного: trr lefpom или trr alefpom «мирный день», но только lefpoma trr.
Частица a- используется только когда прилагательное модифицирует существительное. Возможен вариант, когда используется вместо неё глагол «быть» — lu:
| kilvan | ngim    | lu   |
| река   | длинная | есть |

(а также kilvan lu ngim …) «река длинная»
Прилагательные не склоняются: Sì ’ekong te’lanä le-Na’vi «и стук сердец народа», где только существительное te’lan «сердца», но не le-Na’vi «на’ви(йный)», получает родительный суффикс -ä.
Все виды определений, относящихся к существительному, могут идти в свободном порядке, включая притяжательные и относительные («чей», «который»). Они маркируются частицей a, -yä.
Притяжательные с -yä
tompayä kato «ритм (kato) чего дождя (tompa)»
Utral Aymokriyä «дерево (utral) чего Голосов (aymokri)»
Относительные
Ftxey ’awpot a Na’viru yomtìyìng «Выбери одно (’awpo), которое накормит На’ви (Na’vi)»

### Числительные
У На’ви четыре пальца на руках, поэтому они используют восьмеричную систему счисления (не путать На’ви и аватаров: у аватаров по пять пальцев, так как аватар — это соединение человеческой ДНК и генной структуры На’ви «навитранскриптазы»). Известна система счёта до 3276710 (777778). Счёт до 8 выглядит следующим образом:
| ’aw   | 1         |
| mune  | 2         |
| pxey  | 3         |
| tsìng | 4         |
| mrr   | 5         |
| pukap | 6         |
| kinä  | 7         |
| vol   | 108 (810) |

Для образования чисел, превышающих 8 (количество пальцев на двух руках На’Ви), используются двойственные, тройственные и т. д. приставки, обозначающие количество восьмеричных «десятков»:
| me+  | 2 |
| pxe+ | 3 |
| tsì+ | 4 |
| mrr+ | 5 |
| pu+  | 6 |
| ki+  | 7 |

Для указания количества единиц в числе используются соответствующие суффиксы:
| -aw   | 1 |
| -mun  | 2 |
| -pey  | 3 |
| -sìng | 4 |
| -mrr  | 5 |
| -fu   | 6 |
| -kin  | 7 |

Таким образом можно образовать числа до 6310 (778). Например, восьмеричное число 23 будет звучать mevopey (me-vo-pey). Число 618 будет puvolaw (pu-vol-aw). Следует обратить внимание на то, что если суффикс единиц начинается с согласной, то «l» в «vol» исчезает. Если число единиц равно нулю, то суффикс единиц не пишется: 308 = pxevol (pxe-vol).
Для обозначения чисел, больших, чем 6310 используются восьмеричные «сотни» (zam), «тысячи» (vozam) и «десятки тысяч» (zazam). К ним также можно добавлять количественные префиксы. Например: mezam = 2008, pxevozam = 30008, mrrzazam = 500008.
Таким образом, например, число 342718 = pxezazam tsìvozam mezam kivolaw (pxe-zazam tsì-vozam me-zam ki-vol-aw).
От числительных образуются различные слова: ’awpo — «один» (персона), (nì)’awve «первый», ’awsiténg «вместе» (один-делает-также), kawtu «никто, ни-один» (отрицание k-), kawkrr «никогда» (ни-одно-время), nì’aw «только», nì’awtu «один»; также nìmun «снова» и, возможно muntxa «спариваться» от mun- «2».

### Глаголы
Глаголы спрягаются по временам, но не по лицам: «Я есть, я был, я буду», но формы для «я буду, они будут» одинаковы. Спряжение основывается на добавлении инфиксов (то есть аффиксов, которые ведут себя как суффиксы, но вставляются внутрь корня слова). «Охотиться» — taron,; «охотился» — tolaron, с инфиксом ‹ol›. Инфиксы будут помечены ‹скобками› при разборе слова: t‹ol›aron.
Инфикс может занимать одну из трех позиций: две в середине предпоследнего слога, и ещё одну в середине последнего слога. В случае, когда глагол содержит один слог (lu «быть» tsun «уметь, быть в состоянии»), они все записываются после первой согласной, сохраняя относительный порядок: tsolängun [ts‹ol›‹äng›un] «мог (испытывая отрицательные эмоции)».
| количество слогов | форма без аффиксов | форма с аффиксами       |
| ----------------- | ------------------ | ----------------------- |
| 3                 | CCVC.CCVC.CCVC     | CCVC.CC‹1›‹2›VC.CC‹3›VC |
| 2                 | CCVC.CCVC          | CC‹1›‹2›VC.CC‹3›VC      |
| 1                 | CCVC               | CC‹1›‹2›‹3›VC           |

#### Причастия и возвратные глаголы
Первая позиция аффиксов используется аффиксами для образования причастий и возвратных глаголов.
| Причастие действительного залога | us  |
| Причастие страдательного залога  | awn |
| возвратный глагол                | äp  |

kerusey — «мёртвый», от ke «нет» и rey «жить»; txantslusam «мудрый», от txan «много» и tslam «понимать».
nawnume — «изучаемый», от nume «изучать» и инфикса пассивного причастия <awn>. Не путайте с nusume — «изучающий». Причастия страдательного залога могут быть образованы только от переходных глаголов.
yäpur — «мыться», от yur «мыть» и возвратного инфикса <äp>. Фактически y<äp>ur значит «мыть себя».

#### Время, вид, наклонение
Вторая позиция используется для указания времени, совершенного/несовершенного вида, наклонения.
| совершенный вид (PFV)           | ol |
| несовершенный вид (IMFV)        | er |
| сослагательное наклонение (SJV) | iv |

| будущее (FUT)           | ay              |
| ближайшее будущее (IMM) | ìy              |
| настоящее (PRES)        | (не помечается) |
| недавнее прошлое (REC)  | ìm              |
| прошлое (PST)           | am              |

tsl‹ol›am — «понял», от tslam «понимать»; t‹er›ìran ayoe ayngane «мы идем в твоем направлении» — действие незавершено.
Прошлое и будущее время используется для общих высказываний о событиях; ближайшее прошлое и ближайшее будущее используются для обращения внимания, что события только что произошли или произойдут.
nì-Ìnglìsì p‹ìy›lltxe oe — «Я счас буду говорить по-английски», и говорящий продолжает говорить по-английски после произнесения этой фразы.
Инфиксы времени и вида могут встречаться одновременно:
taron [охотиться] «охотиться»
t‹ìm›aron [охотиться‹rec›] «только что охотился»
t‹ay›aron [охотиться‹fut›] «буду охотиться»
t‹ìy›aron [охотиться‹imm›] «начну охотиться сейчас»
t‹er›aron [охотиться‹impv›] «охочусь»
t‹ol›aron [охотиться‹pfv›] «поохотился»
t‹ì‹r›m›aron [охотиться‹rec‹impv››] «только что охотился(но не поохотился)»
Oeri tìngayìl txe’lanit tivakuk
| oe-ri | tì-ngay-ìl     | txe’lan-it | t‹iv›akuk    |
| Я-TOP | nmz-правда-erg | сердце-acc | ударить‹sjv› |

«пусть правда поразит мое сердце»
| Время             | совершенный | несовершенный |
| ----------------- | ----------- | ------------- |
| будущее           | aly         | ary           |
| ближайшее будущее | ìly         | ìry           |
| настоящее         | ol          | er            |
| недавнее прошлое  | ìlm         | ìrm           |
| прошлое           | alm         | arm           |

#### Аффективы
Последняя позиция используется для указания отношения говорящего к действию, и насколько вероятна правдивость высказывания.
Замыкать цепочку инфиксов могут т. н. аффективные форманты, обозначающие позитивное отношение говорящего (-ei-), негативное (-äng-), почтительное или доказательное.
| Позитивное отношение   | ei (LAUD) |
| Негативное отношение   | äng (PEJ) |
| Почтительное отношение | uy        |
| Сомнительное отношение | ats       |

Oel ngati kameie — «Я вижу тебя», глагол kame «Видеть» выражает дополнительное удовольствие от встречи kam‹ei›e.
Oeri ontu teya längu — «Мой нос полон (его запаха)», фраза teya lu «полон» образован как teya l‹äng›u чтобы выразить недовольство.
t‹ìrm›ar‹ei›on [охотиться‹rec.impv›‹laud›] «:) я сейчас охотился»: Говорящий выражает удовольствие от того, что он сейчас охотился, но действие не было завершено.
t‹ay›ar‹äng›on [охотиться‹fut›‹pej›] «: (буду охотиться»: говорящему неприятно то, что он будет охотиться.

#### Повелительное наклонение
Для повелительного наклонения аффикс не используется:
’Awpot set ftxey ayngal'
| ’aw-po-t               | set    | ftxey   | ay-nga-l  |
| «один и не больше»-acc | сейчас | выбрать | PL-ты-erg |

«Сейчас вы выбирайте одно» (надо русифицировать перевод, сохраняя весь смысл)
Запрет (отрицательное повелительное наклонение) передается с помощью rä’ä «не делай!».

### Вопросы и демонстративы
«Да-нет» вопросы задаются с помощью srak(e)? (оно стоит или в начале, или в конце фразы). Информирующие вопросы задаются с вопросительных слов на основе мутирующей морфемы -pe+ «какой?». Они соотносятся с демонстративами (указательными местоимениями) fì- «это» и tsa- «то».
|          | Вопрос.            | Вопрос.           | Ближн.           | Ближн.               | Дальн.      | Дальн.          | Отрицат. | Отрицат.           | Все      | Все      | Др.  | Др.      | Те же   | Те же          |
| -------- | ------------------ | ----------------- | ---------------- | -------------------- | ----------- | --------------- | -------- | ------------------ | -------- | -------- | ---- | -------- | ------- | -------------- |
| вещь     | peu, ’upe          | «что? (вещь)»     | fì’u             | «это (вещь)»         | tsa’u       | «то»            | ke’u     | «ничего (вещь)»    | fra’u    | «всё»    |      |          | teng’u  | «то же»        |
| лицо     | pesu, tupe         | «кто?»            | fìpo             | «этот человек»       | tsatu/tsapo | «тот человек»   | kawtu    | «никто»            | frapo    | «все»    | lapo | «тот же» |         |                |
| манера   | pefya, fyape       | «как?»            | fìfya            | «так, таким образом» |             |                 | kefya    | «никак»            |          |          |      |          | tengfya | «так же»       |
| действие | pehem, kempe       | «что? (действие)» | fìkem            | «это (действие)»     | tsakem      | «то (действие)» | kekem    | «ничто (действие)» |          |          |      |          |         |                |
| время    | pehrr, krrpe       | «когда?»          | set              | «сейчас»             | tsakrr      | «тогда»         | kawkrr   | «никогда»          | frakrr   | «всегда» |      |          | tengkrr | «тем временем» |
| причина  | pelun, lumpe       | «почему?»         | talun(a), alunta | «потому что»         |             |                 |          |                    |          |          |      |          |         |                |
| место    | peseng(e), tsengpe | «где?»            | fìtseng(e)       | «здесь»              | tsatseng(e) | «там»           | kawtseng | «нигде»            | fratseng | «везде»  |      |          |         |                |

В таблице представлены лишь наиболее распространенные формы, -pe+, fì- (во множественном числе fay+ «эти») и tsa- (во множественном — tsay+) могут сочетаться с любым существительным и другими словами: tengfya «как» («тот же путь»), tengkrr «в то же время», ke’u «ничто».

### Синтаксис
В языке Na’vi свободный порядок слов.
Отрицание образуется при помощи частицы k(e).
Есть союзы na (как), to (более-менее чем), san (начало цитаты), sìk (конец цитаты); sì, últe (и), fu (или), slä (но). Частица tute a tsun передает «тот, кто может», futa «что», ke fparmìl futa lu «(Я) не думаю, что был.там».

## Лексика
kaltxì «привет»
rutxe «пожалуйста»
irayo «спасибо»
kìyeváme «увидимся, или же „пока“»
Eywa ngahu «Эйва с тобой»
skxawng «придурок»
pxasik «Отстань, уйди!, или же скорее всего междометие неприязни»
oe omum «Я знаю»
Прилагательные могут быть получены от существительных (иногда от глаголов) с помощью le-: hrrap «опасность», lehrrap «опасный», kin «быть нужным», lekin «нужный». (Префикс le- продуктивен). Глаголы могут быть выведены из существительных (из прилагательных тоже) посредством форманта si «делать, чтобы делать»: kelku «дом», kelku si «жить(обитать, проживать)», win «быстрый», win si «торопить». (Формант si относительно продуктивен). Наречия образуются при помощи nì-: ftúe «легкий», nìftúe «легко»; ayoeng «мы (все)», nìayoeng «как мы». (Префикс продуктивен). Существительные могут быть получены от глаголов и прилагательных (или от существительных) благодаря приставке tì-: rey «жить», tìrey «жизнь»; ngay «правдивый», tìngay, «правда», 'eylan «друг», tì'eylan «дружба». (Префикс не продуктивный). Персоны, связанные с существительным или прилагательным, или глаголом (это редко), указываются с помощью суффикса -tu: hapxì «часть», hapxìtu «участник», koak «старый (для одушевленных объектов)», koaktu «старый человек», spe’e «пленить», spe’etu «пленник».
Из глагола можно прийти к существительному. Например, для «лиц действия»: используется суффикс -yu (аналог английского -er): táron «охотиться», táronyu «охотник» (Суффикс -yu только для глаголов).

### Фразы
Kaltxì. Ngaru lu fpom srak?
«Привет, как у тебя дела?»
(Досл. Привет, у тебя всё спокойно?)
Tsun oe ngahu nìNa’vi pivängkxo a fì’u oeru prrte’ lu.
«Я могу с тобой общаться на На’ви, и это мне приятно»
Fìskxawngìri tsap’alute sengi oe.
«Я извиняюсь за этого придурка»
Fayvrrtep fìtsenge lu kxanì.
«Эти демоны здесь запрещены»
Oeri ta peyä fahew akewong ontu teya längu.
«Мой нос от его чужого запаха — полный»
Kìyevame ulte Eywa ngahu.
«Увидимся, и Эйва с тобой»
Txo new nga rivey, oehu kivä ko!
«Пойдем со мной, если вы хотите жить»
Ayftxozä lefpom ayngaru nìwotx!
«С праздниками всех вас!»
Nga na’viru yomtìyìng
«Вы накормите народ»